# Livia Tornielli Borromeo
Livia Tornielli Borromeo (Novara, XVI secolo – XVI secolo) è stata una poetessa italiana.

## Biografia
Livia Tornielli nasce a Novara non oltre il 1530. Suo padre è Filippo Tornielli di Vergano, valentissimo guerriero a cui Carlo V confermò i feudi già concessi da Carlo di Borbone, aggiungendovi il titolo e l’Ufficio di Capitano Generale dello Stato di Milano. 
Filippo divenne noto anche per le sue imprese nelle guerre d’Ungheria contro i Turchi che minacciavano a quei tempi tutta l’Europa Meridionale. D’importanza è anche il figlio di Filippo, Manfredo, a cui Carlo V conferì il titolo di Capitano d’armi nel 1551. Nulla viene detto riguardo alla madre di Livia, di cui dalle fonti risulta ignoto anche il nome. È proprio Filippo a sostenere la formazione della figlia Livia, riconoscendo in lei un ingegno non comune.

### Nozze fra casate
Livia sposa il Conte Dionigi Borromeo, Patrizio Milanese e Conte di Arona. Quindi Livia divenne anche Contessina di Arona. Il vasto territorio, che comprendeva anche Arona, affidato in comodato dal Barbarossa e poi da Federico II a feudatari locali, non aveva maggiori pregi oltre alla bellezza del Lago, ma permetteva da parte del signore il controllo della navigazione lacustre e l'introito daziario che veniva incamerato ad Arona. Divenne altresì un territorio strategico per il gran numero di siti fortificati. Successivamente, a un secolo dalla nascita di Livia, iniziò la costruzione di Palazzo Borromeo all'Isola Bella, intorno al 1630.

### Livia poetessa
Il Novellis nel suo “Dizionario delle Donne Celebri del Piemonte” non esita a dichiarare che Livia risultò essere la più celebre poetessa piemontese del suo periodo.
Le doti di poetessa di Livia vengono fatte risalire nel periodo in cui ella risiedeva a Milano, luogo dove l’avevano portata le nozze col Conte Dionigi Borromeo, il cui scopo quello di unire le due casate e generare un’alleanza tra feudi. A Milano Livia ha occasione di conoscere numerosi critici e poeti d’illustre fama, instaurando relazioni amichevoli con Eleonora Falletti di Villafalletto e Claudia Della Rovere, le quali insieme onoravano allora la lirica femminile in Piemonte. In questo periodo intrattiene rapporti anche con Ruscelli, Domenichi, Betussi e G. B. Gelli (il quale le dedicò una sua lezione su un sonetto di Petrarca, da cui trasse questa preferenza stilistica nelle proprie opere). È l’avvocato Francesco Bianchini a narrare per la prima volta la storia di Livia Tornielli in una Strenna Novarese del 1841: ella appartiene a un secolo nel quale le donne aristocratiche erano tutte meravigliosamente dotte e bionde, appartenenti a quella categoria di gentildonne, viventi in una società raffinata, satura di sapienza e appassionata della bellezza, in cui si potevano ammirare le doti della femminilità e della superiorità della mente (a questa categoria appartenevano anche le figure di Vittoria Colonna e Isabella d’Este). Ritratto scritto da Carlo Negroni nella lettera al Cavalier Tortoli, Accademico della Crusca, il 22 ottobre del 1884: 
"la fortuna le aveva donato in gran copia tutti i beni che erano desiderati [...] nata di chiara stirpe;  figlia di quel Conte Filippo Tornielli che fu tra i capitani di Carlo V in guerra più valorosi [...] bella e prestante della persona; ricca d'ingegno e di bontà; colta di spirito, cortese nei modi, squisitamente educata e di tutte le doti fornita che a gentildonna si appartengono".  Andò sposa al Conte Dionigi della famiglia Borromeo "e da queste nozze ebbe cominciamento l'amicizia, durata poi lungamente, tra le due Case de' Tornielli di Novara e de'  Borromei di Milano."

### La sua triste storia
Livia Tornielli ebbe la fortuna di innamorarsi dell’uomo che le era stato destinato in giovane età, dai cui dopo poco tempo ebbe un figlio. Sfortunatamente il figlio morì prematuramente e la propria salute non le permise più di vivere una nuova maternità.
Il dolore della perdita del figlio straziò a tal punto Livia che trovò come unica sorgente di forza la propria fede; una fede non fredda e distaccata osservante solo dei riti esteriori, ma calda e fermamente convinta. Pertanto le sue liriche di intonazione dolorosa e religiosa non sono, come in altri canzonieri del cinquecento, un freddo indulgere alla consuetudine, ma la voce di un verace stato dell’animo, in grado di commuovere il lettore (come si può notare dalle sue opere poetiche).
Questa disgrazia, nonostante la giovane età, le cagionò la salute, aggravandola.

## Ascendenza
|                                                     |                                           |                                            | Genitori                                    |  |  | Nonni |  |  | Bisnonni                                |  |  | Trisnonni                                     |  |
|                                                     |                                           |                                            |                                             |  |  |       |  |  | Melchiorre Tornielli, signore di Briona |  |  | Giovanni Zanardo Tornielli, signore di Briona |  |
|                                                     |                                           |                                            |                                             |  |  |       |  |  | Melchiorre Tornielli, signore di Briona |  |  | Giovanni Zanardo Tornielli, signore di Briona |  |
|                                                     |                                           | …                                          |                                             |  |  |       |  |  | Melchiorre Tornielli, signore di Briona |  |  |                                               |  |
| Manfredo Tornielli, signore di Briona               |                                           |                                            |                                             |  |  |       |  |  | Melchiorre Tornielli, signore di Briona |  |  |                                               |  |
|                                                     |                                           | …                                          | …                                           |  |  |       |  |  |                                         |  |  |                                               |  |
|                                                     |                                           | …                                          | …                                           |  |  |       |  |  |                                         |  |  |                                               |  |
|                                                     |                                           | …                                          | …                                           |  |  |       |  |  |                                         |  |  |                                               |  |
| Filippo Tornielli                                   |                                           | …                                          |                                             |  |  |       |  |  |                                         |  |  |                                               |  |
|                                                     |                                           | …                                          | …                                           |  |  |       |  |  |                                         |  |  |                                               |  |
|                                                     |                                           | …                                          | …                                           |  |  |       |  |  |                                         |  |  |                                               |  |
|                                                     |                                           | …                                          | …                                           |  |  |       |  |  |                                         |  |  |                                               |  |
| …                                                   |                                           | …                                          |                                             |  |  |       |  |  |                                         |  |  |                                               |  |
|                                                     |                                           | …                                          | …                                           |  |  |       |  |  |                                         |  |  |                                               |  |
|                                                     |                                           | …                                          | …                                           |  |  |       |  |  |                                         |  |  |                                               |  |
|                                                     |                                           | …                                          | …                                           |  |  |       |  |  |                                         |  |  |                                               |  |
| Livia Tornielli                                     |                                           | …                                          |                                             |  |  |       |  |  |                                         |  |  |                                               |  |
|                                                     | Ludovico III Gonzaga, marchese di Mantova | Gianfrancesco Gonzaga, marchese di Mantova |                                             |  |  |       |  |  |                                         |  |  |                                               |  |
|                                                     | Ludovico III Gonzaga, marchese di Mantova | Gianfrancesco Gonzaga, marchese di Mantova |                                             |  |  |       |  |  |                                         |  |  |                                               |  |
|                                                     | Ludovico III Gonzaga, marchese di Mantova | Paola Malatesta                            |                                             |  |  |       |  |  |                                         |  |  |                                               |  |
| Gianfrancesco Gonzaga, conte di Sabbioneta e Rodigo | Ludovico III Gonzaga, marchese di Mantova |                                            |                                             |  |  |       |  |  |                                         |  |  |                                               |  |
|                                                     |                                           | Barbara di Brandeburgo-Kulmbach            | Giovanni, margravio di Brandeburgo-Kulmbach |  |  |       |  |  |                                         |  |  |                                               |  |
|                                                     |                                           | Barbara di Brandeburgo-Kulmbach            | Giovanni, margravio di Brandeburgo-Kulmbach |  |  |       |  |  |                                         |  |  |                                               |  |
|                                                     |                                           | Barbara di Brandeburgo-Kulmbach            | Barbara di Sassonia-Wittenberg              |  |  |       |  |  |                                         |  |  |                                               |  |
| Antonia Gonzaga di Sabbioneta                       |                                           | Barbara di Brandeburgo-Kulmbach            |                                             |  |  |       |  |  |                                         |  |  |                                               |  |
|                                                     |                                           | Pirro del Balzo, principe di Altamura      | Francesco II del Balzo, duca di Andria      |  |  |       |  |  |                                         |  |  |                                               |  |
|                                                     |                                           | Pirro del Balzo, principe di Altamura      | Francesco II del Balzo, duca di Andria      |  |  |       |  |  |                                         |  |  |                                               |  |
|                                                     |                                           | Pirro del Balzo, principe di Altamura      | Sancia di Chiaromonte                       |  |  |       |  |  |                                         |  |  |                                               |  |
| Antonia del Balzo                                   |                                           | Pirro del Balzo, principe di Altamura      |                                             |  |  |       |  |  |                                         |  |  |                                               |  |
|                                                     |                                           | Maria Donata Orsini del Balzo              | Gabriele Orsini del Balzo, duca di Venosa   |  |  |       |  |  |                                         |  |  |                                               |  |
|                                                     |                                           | Maria Donata Orsini del Balzo              | Gabriele Orsini del Balzo, duca di Venosa   |  |  |       |  |  |                                         |  |  |                                               |  |
|                                                     |                                           | Maria Donata Orsini del Balzo              | Giovanna Caracciolo di Capua                |  |  |       |  |  |                                         |  |  |                                               |  |
|                                                     |                                           | Maria Donata Orsini del Balzo              |                                             |  |  |       |  |  |                                         |  |  |                                               |  |